# 肯納邦克波特 (緬因州普查規定居民點)
肯納邦克波特（英語：Kennebunkport）是位於美國緬因州約克縣的一個普查規定居民點。

## 人口
根據2020年美國人口普查的數據，肯納邦克波特的面積為8.03平方千米，當中陸地面積為7.72平方千米，而水域面積為0.31平方千米。當地共有人口1264人，而人口密度為每平方千米157.41人。